# Raškovský luh
Raškovský luh je přírodní rezervace v oblasti Latorica pod správou CHKO Vihorlat. Předmětem ochrany je zbytek lužního lesa a lužních (aluviálních) luk s výskytem řebčíku kostkovaného. Nachází se v katastrálním území obce Malé Raškovce v okrese Michalovce v Košickém kraji. Území bylo vyhlášeno či novelizováno v roce 1986 na rozloze 16,2312 ha. Ochranné pásmo nebylo stanoveno.